# The Call of Ktulu
«The Call of Ktulu» — епічна інструментальна композиція групи Metallica. На її написання музикантів надихнули твори Говарда Лавкрафта, зокрема "The Call of Cthulhu". Композиція увійшла до складу другого альбому Ride the Lightning, що вийшов в 1984 році. Це другий інструментальний твір групи, і перший, в якому уся група грає одночасно.
Цей один з небагатьох творів в творчості Metallica, в написанні яких брав участь Дэйв Мастейн, провідний гітарист групи з початку її існування, і спочатку вона називалася «When Hell Freezes Over». Пізніше назва пісні була змінена, мабуть, за ініціативою нового басиста групи, Клиффа Бертона, який був великим прихильником Лавкрафта.
Майкл Кеймен підготував партії класичних музичних інструментів як доповнення для «The Call of Ktulu» для альбому 1999 року S&M, і версія з цього альбому отримала премію «Ґреммі» за найкращу рок-музикальну виставу.
Композиція визначна також тим, що вона є найтривалішою на альбомі Ride the Lightning. Її тривалість — 8:53
Нинішня група Дейва — Megadeth використала ту ж акордну структуру (00:05-00:32) у своїй пісні «Hangar 18» з альбому Rust in Peace.
Композиція була написана Джеймсом Гетфілдом, Ларсом Ульріхом, Кліффом Бертоном і Дейвом Мастейном.